# Cuterebrinae
Las moscas de la subfamilia Cuterebrinae de la familia Oestridae; incluyen moscas parásitas grandes. Antes se las trataba como una familia, pero ahora están incluidas en Oestridae.
Los dos géneros pasan sus estadios larvarios en la piel de mamíferos. Las del género Cuterebra atacan roedores y conejos. Las del género Dermatobia, atacan primates, incluso humanos y también una variedad de mamíferos.
Hay 80 especies (todas en el género Cuterebra, excepto una). Endémicas de America.

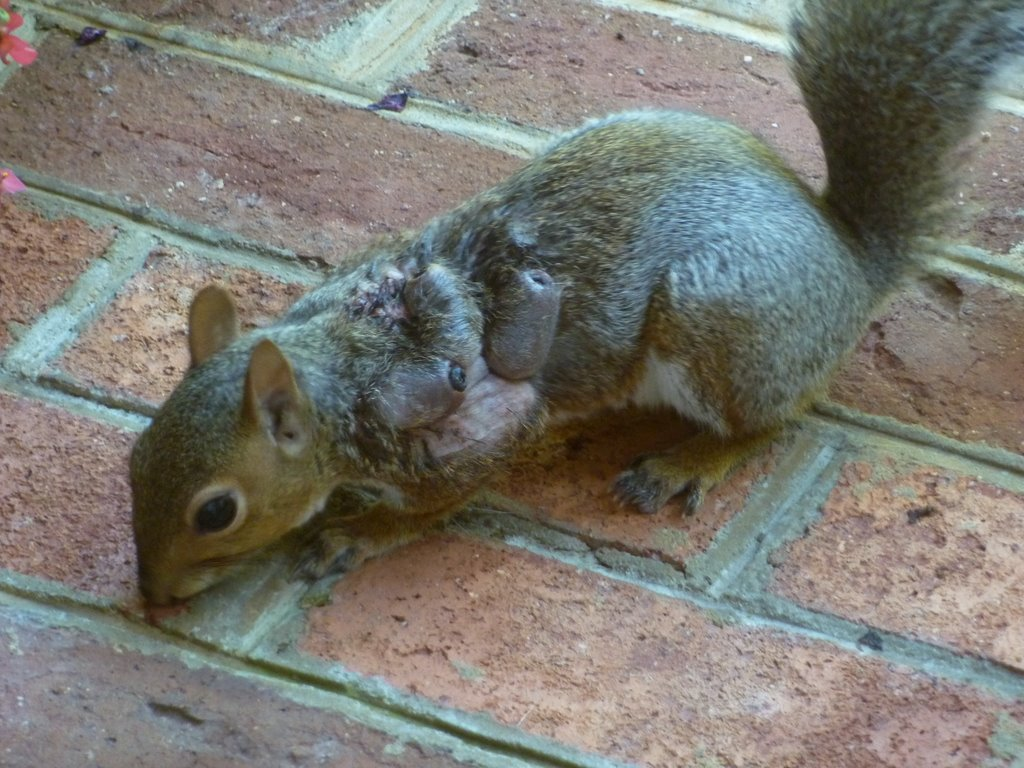
Ardilla infestada por Cuterebra